# Typhlotanais gracilipes
Typhlotanais gracilipes är en kräftdjursart som beskrevs av Hansen 1913. Typhlotanais gracilipes ingår i släktet Typhlotanais och familjen Nototanaidae. Inga underarter finns listade i Catalogue of Life.